# Мемфіс (аеропорт)
Міжнародний аеропорт Мемфіса (IATA: MEM, ICAO: KMEM, FAA: MEM) — цивільно-військовий аеропорт, розташований за 11 км на південний схід від центру Мемфіса в окрузі Шелбі, штат Теннессі, США. Це основний міжнародний аеропорт, який обслуговує Мемфіс. Він займає 3900 акрів (1600 га) і має чотири злітно-посадкові смуги.
Тут розташований глобальний центр FedEx Express, який часто називають FedEx Superhub або просто Superhub, який обробляє багато пакетів компанії. Безпосадкові напрямки FedEx із Мемфіса включають міста континентальної частини США, Канади, Європи, Близького Сходу, Азії та Південної Америки.
З 1993 по 2009 рік в аеропорту Мемфіса було зроблено найбільше вантажних операції з усіх аеропортів світу. У 2010 році він опустився на друге місце, відразу після Гонконгу. Він все ще залишався найбільш завантаженим вантажним аеропортом у Сполучених Штатах і Західній півкулі до 2020 року, коли він знову став найбільш завантаженим у світі аеропортом із обробки вантажів через сплеск електронної комерції, частково спричинений пандемією COVID-19.
Аеропорт в середньому виконує понад 80 пасажирських рейсів на день. 164-е авіатранспортне відділення Національної гвардії штату Теннессі базується на базі національної гвардії в Мемфісі, де працюють транспортні літаки C-17 Globemaster III.

## Історія

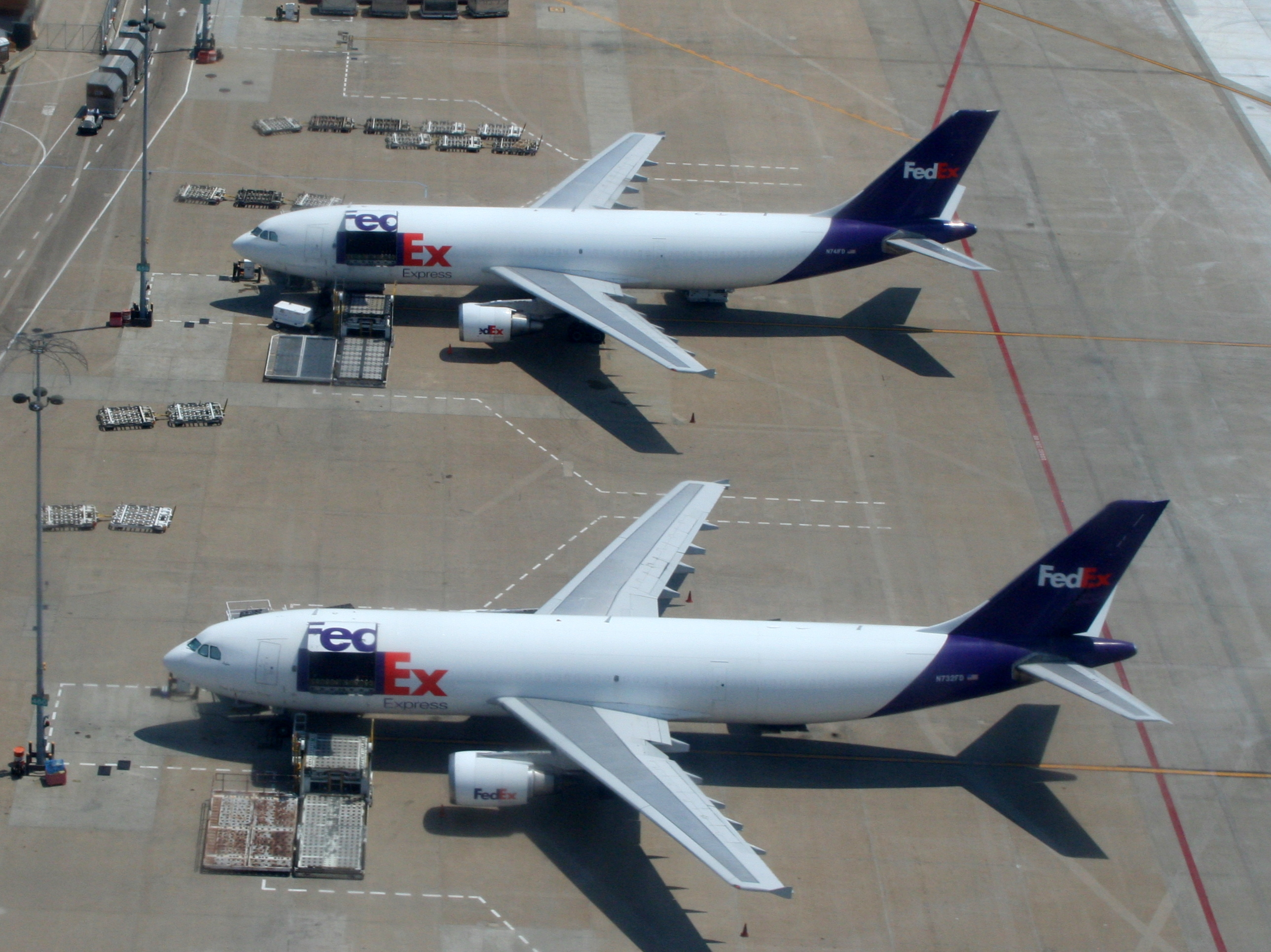
Два вантажних Airbus A300 Fedex (N732FD та N741FD) завантажуються в аеропорту Мемфіса.

Муніципальний аеропорт Мемфіса, відкритий у 1929 році, відкрився на ділянці сільськогосподарських угідь площею 200 акрів (81 га) трохи більше ніж за 11 км від центру Мемфіса. У перші роки аеропорт мав три ангари та ґрунтову злітно-посадкову смугу; пасажирські та авіапоштові послуги надавали American Airlines і Chicago and Southern Air Lines (придбані Delta Air Lines у 1953 році). У 1939 році прибула компанія Eastern Air Lines; того березня східний мав один виліт на день до Масл-Шолс і далі, американський — чотири на схід/захід, а C&S — чотири на північ/південь.
Під час Другої світової війни Повітряні сили армії США використовувала Мемфіс для відправки нових літаків за кордон. У квітні 1951 року злітно-посадкові смуги були 6000 футів 2/20, 6530 футів 9/27, 4370 футів 14/32 і 4950 футів 17/35; У 1950-х роках аеропорт знаходився на північ від Вінчестер-роуд.
У 2014 році адміністрація аеропорту округу Мемфіс-Шелбі оголосила про заплановану реконструкцію аеропорту вартістю 114 мільйонів доларів. Ця реконструкція включала знесення переважно вільних південних кінців залів A і C, консервацію решти частин та розширення та модернізацію більшого залу B. Ремонт, який мав розпочатися наприкінці 2015 року та завершитися приблизно у 2020 році, мав залишити аеропорт із близько 60 воріт.